# Popučke
Popučke (em cirílico: Попучке) é uma vila da Sérvia localizada no município de Valjevo, pertencente ao distrito de Kolubara. A sua população era de 2603 habitantes segundo o censo de 2011.

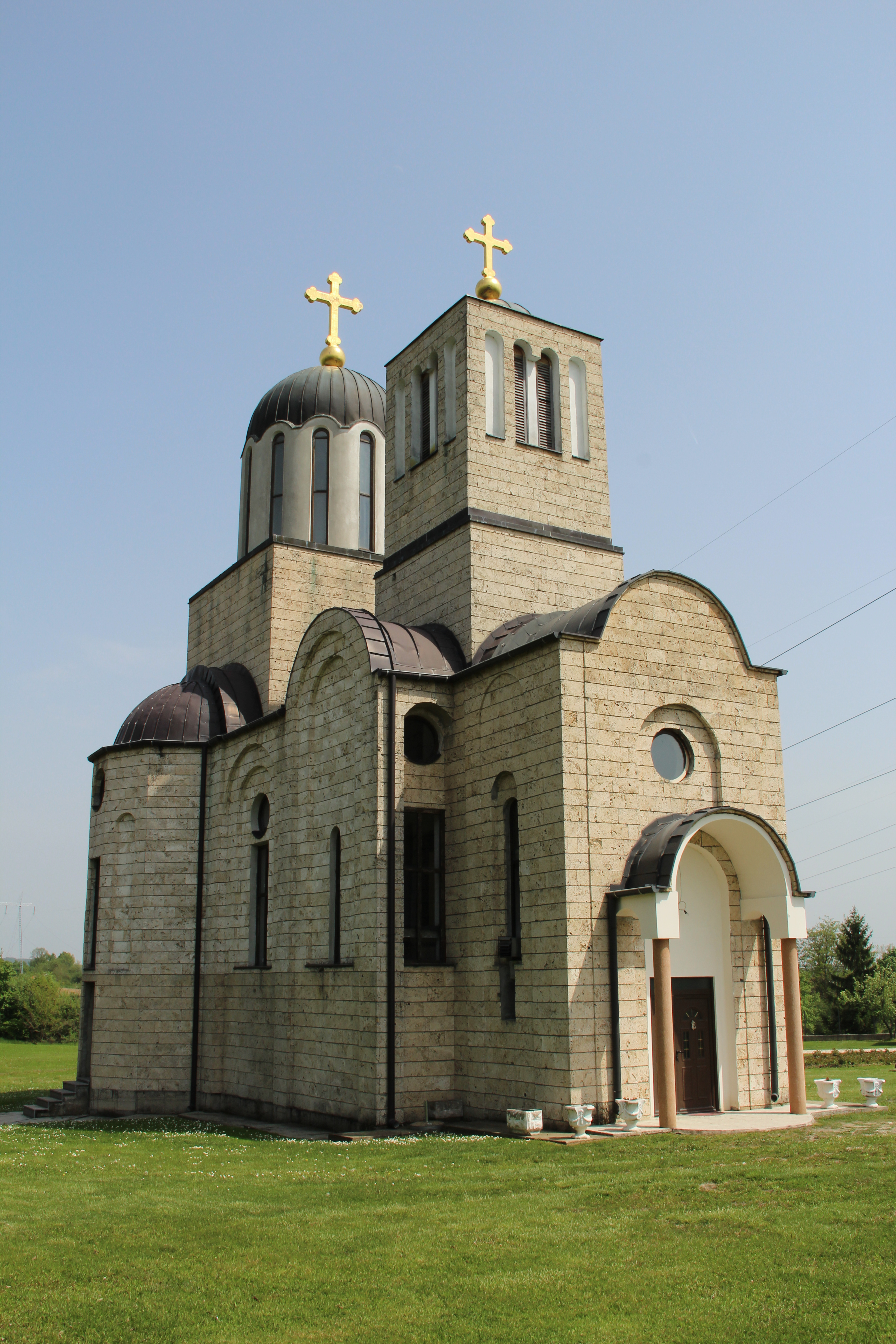
Popučke village - church
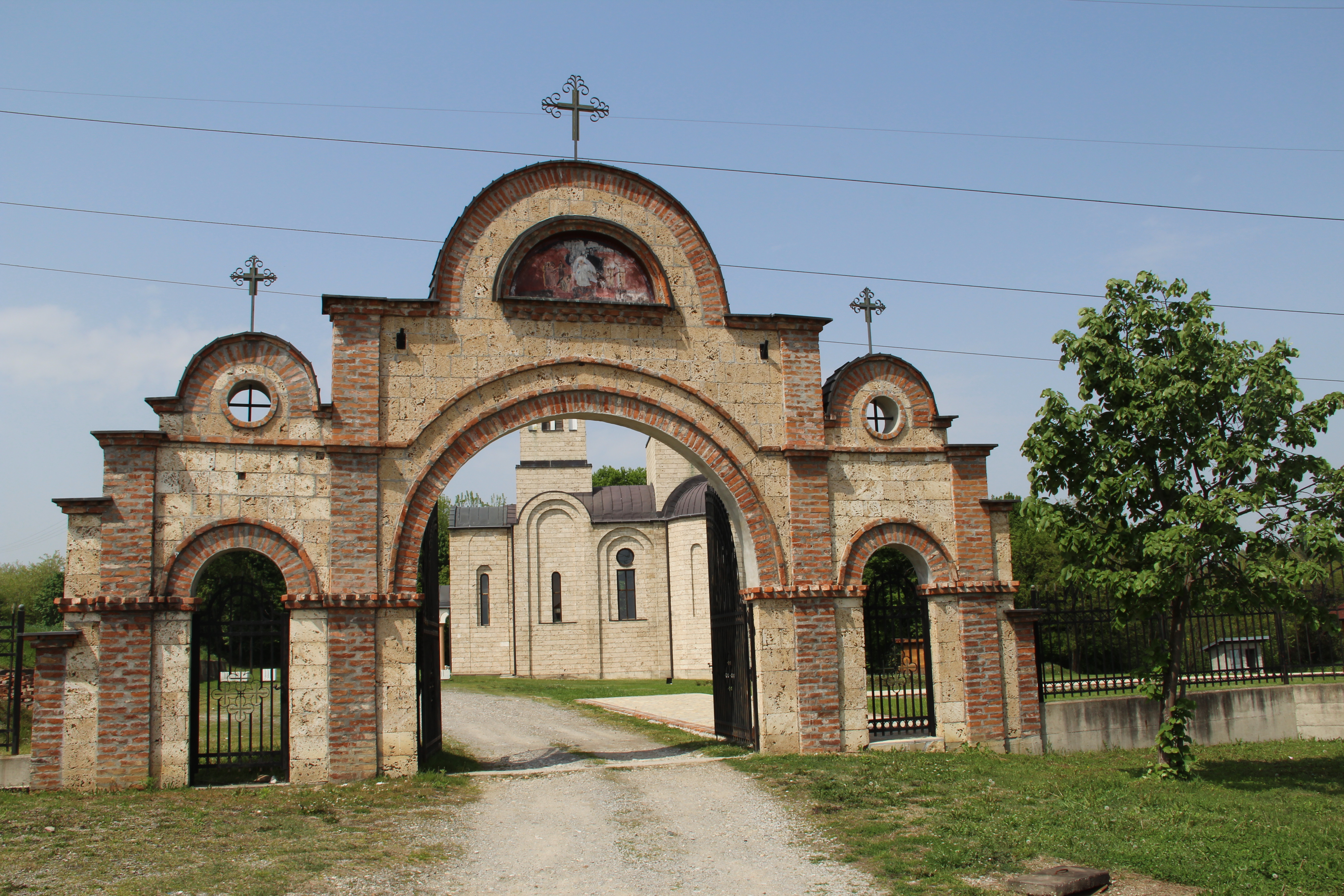
Popučke village - Church (entrada)
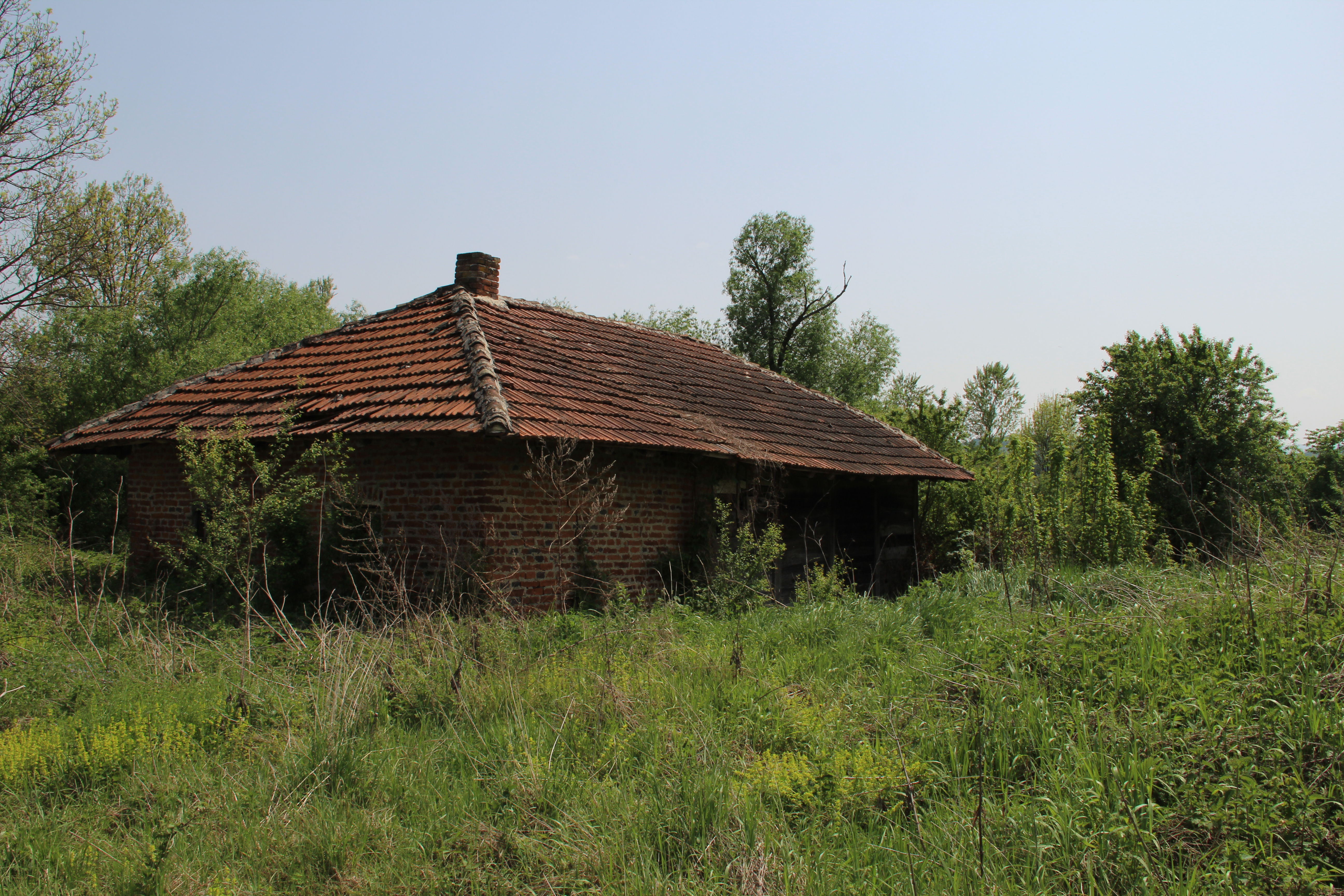
Popučke village - moinho
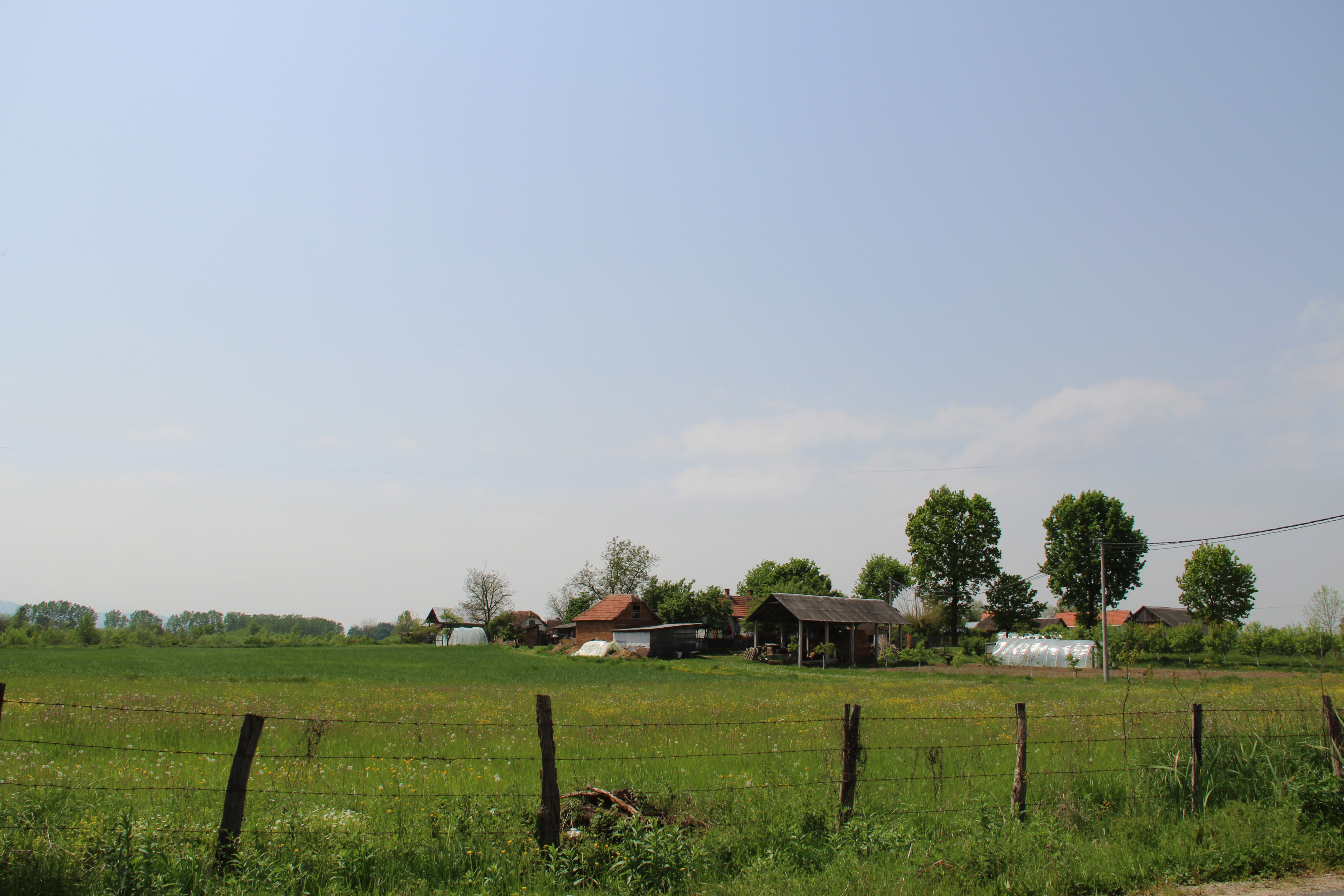
Popučke village - panorama
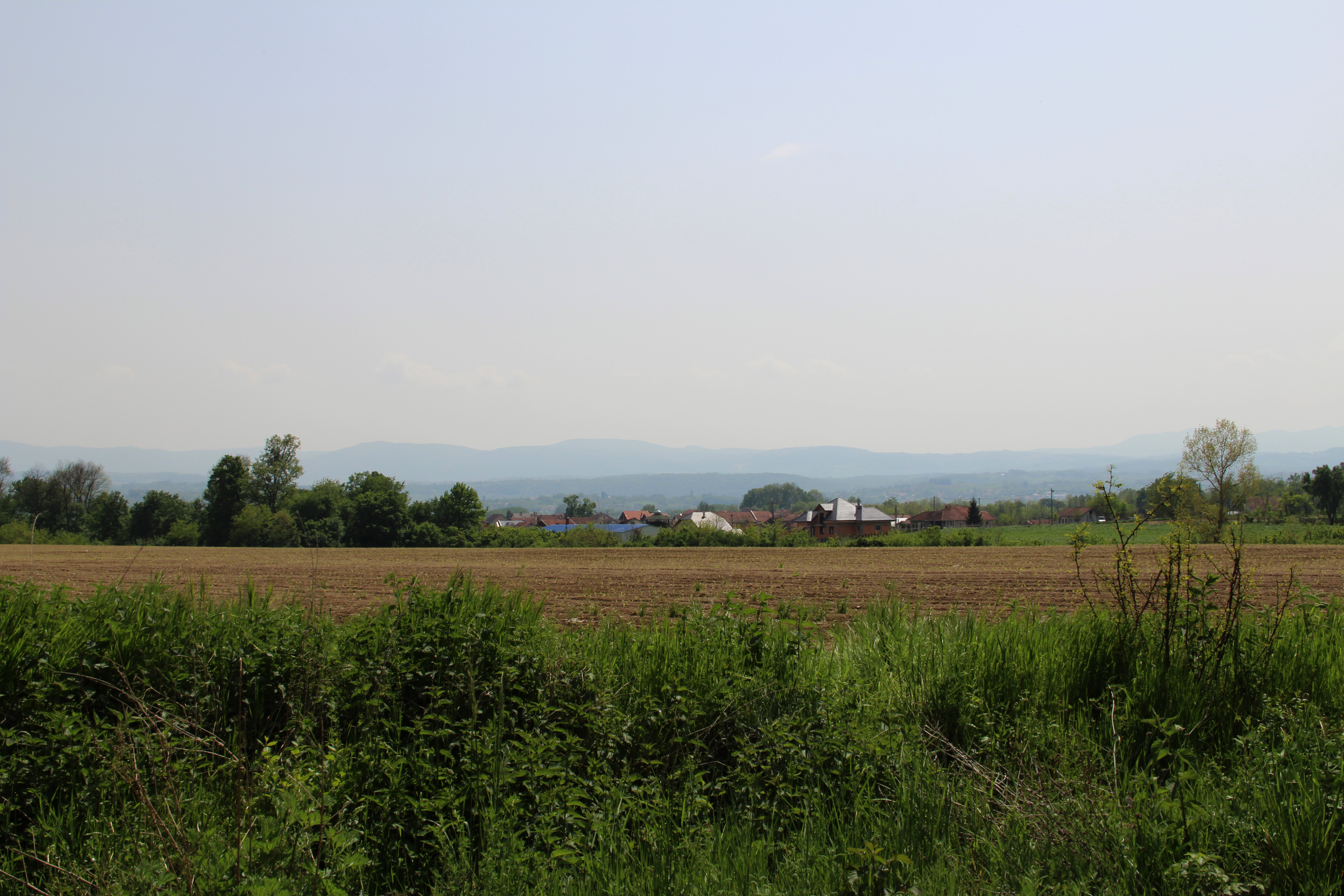
Popučke village - panorama
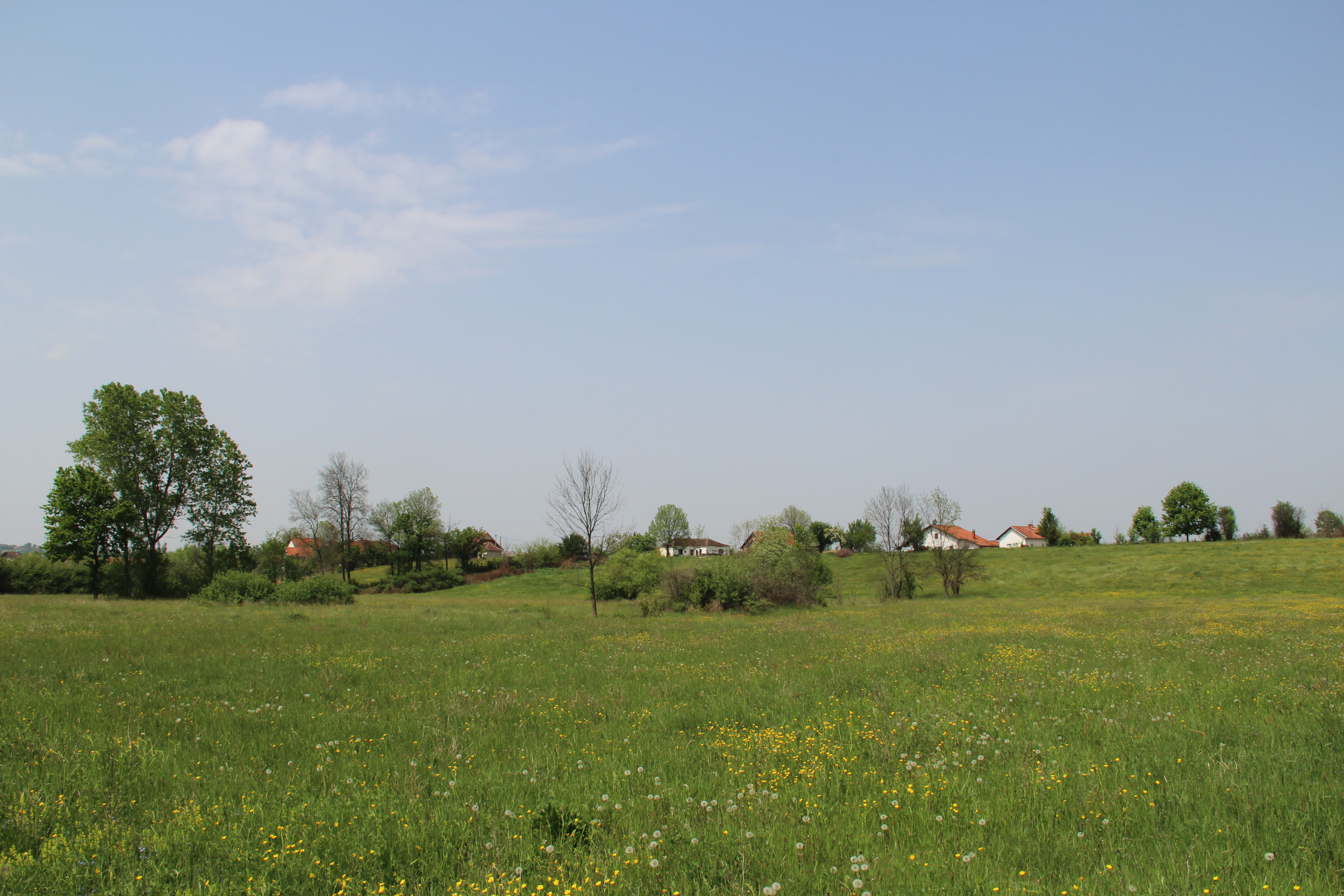
Popučke village - panorama

## Demografia
| 1948  | 1953  | 1961  | 1971  | 1981  | 1991  | 2002  | 2011  |
| ----- | ----- | ----- | ----- | ----- | ----- | ----- | ----- |
| 1 647 | 1 786 | 1 741 | 1 752 | 1 964 | 2 419 | 2 607 | 2 603 |